# 街道てくてく旅
『街道てくてく旅』（かいどうてくてくたび）は、NHKBShiで2005年11月に放送開始された旅番組である。正式な番組名はシリーズによって異なる。海外でもNHKワールドを通じて放送された。街道てくてく旅はシリーズ化されており、旅人と旅程を変えたシリーズが2010年まで断続的にNHK-BSで放送された（総合テレビでも1週間のハイライトを放映している）。

## 概要
番組形態は共通しており、前日までのビデオとそれに続く当日の現地生中継からなる。旅人は現役ないし元スポーツ選手を選び、番組ホストに地元ケーブルテレビ局アナなどを使うこと、デジタルカメラ写真を多用した絵日記の作成などが、ほぼ番組の基本フォーマットとなっている。番組形態は、関口知宏の鉄道による列島縦断シリーズを踏襲している。NHKは2005年10月段階では列島縦断の「続編」と明示していた。当初、私鉄やバスに乗る企画を考えていたが、番組としての決定打に欠けるということで、発想を変えて、一切乗り物を使わない歩きの旅をすることになった。各地からの生中継と前日の模様を編集したVTRにより構成されている。第1シリーズの番組テーマソングも列島縦断 鉄道乗りつくしの旅のテーマソングを歌っていた福島邦子の「START」である（なお同曲は「乗りつくしの旅」のオリジナルサウンドトラックに収録済み。また、第4シリーズと第5シリーズではBGMの大半がテーマ曲を歌う菊池常利のものであった中、このサウンドトラック中の福島の曲「夢をつなぐ時」が使われていた。第6シリーズのウィークリーダイジェストのエンディングテーマは「START」を旅人の四元奈生美自身が歌っている）。

## シリーズ内容

### 第1シリーズ
正式な番組名は「岩崎恭子 街道てくてく旅 〜四国・琴平→松山200km〜」。
旅人は岩崎恭子（元競泳選手。バルセロナオリンピック金メダリスト。現スポーツ解説者）で、自ら徒歩で、香川県の金刀比羅宮表参道から多度津経由で「讃岐街道」「今治街道」と辿り愛媛県松山市総合コミュニティセンターに至るまでの約200キロ（188.3キロ）を踏破した。各中継地点の紹介と沿道の人々との触れ合いが売りとなっている。
琴平以外の番組ホストがNHKでなく、各地域のCATVのアナウンサーなどであることは、列島縦断シリーズと比較した場合の特色といえるかもしれない。これは、地元の人が旅人を迎えるという発想から企画された。また列島縦断での絵日記にあたるものとして、岩崎が前日デジタルカメラで撮影した画像をプリントアウトした絵葉書を「今日の一枚」として紹介した。これら絵葉書は岩崎の祖母に向け私信として投函されていた。なお最終日、松山市道後温泉本館神の湯二階席からの中継では、これまで絵葉書の名宛人となっていた岩崎の祖母も生出演した。これは岩崎の祖母の希望によるもので、岩崎からの絵葉書を読んだり、放送を見たりするうちに、岩崎をゴールの松山で迎えたいと思うようになったからだという。岩崎は本番まで祖母が来ていることを知らなかったらしい。なお祖母の付き添いで岩崎の父も松山まで来ていたが、レギュラー放送には出演せず、総集編に登場した。
この番組は、第2シリーズ以降の、旧街道を踏破するという企画の実験という位置付けだった。第2シリーズ以降では、1日の移動距離を短くするといった改良が施された。
- 放送日時
  - BShiで、2005年11月14日（月）〜19日（土）及び21日（月）〜26日（土）7:45〜8:00の枠で生中継。
  - BS2では、14日（月）〜27日（日）の間、夜間に再放送（土曜日は休み、代わりに日曜日に放送）。

ただし、11月15日は、BShiが8：00〜8：15、BS2が22：45〜23：00に時間変更された。
なお2006年1月29日には、総集編が放送された。
- 中継地一覧

| 月/日（曜日） | 朝の中継地           | 行政区画         | リポーター                       | 出来事・総歩数        |
| ------------- | -------------------- | ---------------- | -------------------------------- | --------------------- |
| 11/14（月）   | 琴平（ことひら）     | 香川県琴平町     | 中澤輝（NHK高松）                |                       |
| 11/14（月）   | 琴平（ことひら）     | 香川県琴平町     | 中澤輝（NHK高松）                | 讃岐うどん、28935歩   |
| 11/15（火）   | 多度津（たどつ）     | 香川県多度津町   | 大西ふみ（中讃ケーブルビジョン） |                       |
| 11/15（火）   | 多度津（たどつ）     | 香川県多度津町   | 大西ふみ（中讃ケーブルビジョン） | 小雨、31885歩         |
| 11/16（水）   | 観音寺（かんおんじ） | 香川県観音寺市   | 井上彩知代（三豊ケーブルテレビ） |                       |
| 11/16（水）   | 観音寺（かんおんじ） | 香川県観音寺市   | 井上彩知代（三豊ケーブルテレビ） | レタス、タコ、28133歩 |
| 11/17（木）   | 川之江（かわのえ）   | 愛媛県四国中央市 | 八木さやか（四国中央テレビ）     |                       |
| 11/17（木）   | 川之江（かわのえ）   | 愛媛県四国中央市 | 八木さやか（四国中央テレビ）     | 卵かけご飯、23022歩   |
| 11/18（金）   | 土居（どい）         | 愛媛県四国中央市 | 八木さやか（四国中央テレビ）     |                       |
| 11/18（金）   | 土居（どい）         | 愛媛県四国中央市 | 八木さやか（四国中央テレビ）     | イノシシ、23804歩     |
| 11/19（土）   | 新居浜（にいはま）   | 愛媛県新居浜市   | 立石幸代（ハートネットワーク）   |                       |
| 11/19（土）   | 新居浜（にいはま）   | 愛媛県新居浜市   | 立石幸代（ハートネットワーク）   | うちぬき、23848歩     |
| 11/21（月）   | 西条（さいじょう）   | 愛媛県西条市     | 日野愛子（ハートネットワーク）   |                       |
| 11/21（月）   | 西条（さいじょう）   | 愛媛県西条市     | 日野愛子（ハートネットワーク）   | ハゼ釣り、34587歩     |
| 11/22（火）   | 桜井（さくらい）     | 愛媛県今治市     | 高田誠也（ICK）                  |                       |
| 11/22（火）   | 桜井（さくらい）     | 愛媛県今治市     | 高田誠也（ICK）                  | 焼き鳥、25158歩       |
| 11/23（水）   | 大浜（おおはま）     | 愛媛県今治市     | 武田知子（ICK）                  |                       |
| 11/23（水）   | 大浜（おおはま）     | 愛媛県今治市     | 武田知子（ICK）                  | ミカン、29107歩       |
| 11/24（木）   | 菊間（きくま）       | 愛媛県今治市     | 高田誠也（ICK）                  |                       |
| 11/24（木）   | 菊間（きくま）       | 愛媛県今治市     | 高田誠也（ICK）                  | ミカン狩り、24942歩   |
| 11/25（金）   | 北条（ほうじょう）   | 愛媛県松山市     | 木山幸子（愛媛CATV）             |                       |
| 11/25（金）   | 北条（ほうじょう）   | 愛媛県松山市     | 木山幸子（愛媛CATV）             | 若い遍路、25188歩     |
| 11/26（土）   | 松山（まつやま）     | 愛媛県松山市     | 河本真紀（愛媛CATV）             |                       |
| 11/26（土）   | 松山（まつやま）     | 愛媛県松山市     | 河本真紀（愛媛CATV）             |                       |

### 第2シリーズ
2006年4月3日から6月16日までは、朝8:00-8:15の時間帯、BShiで旅人岩本輝雄（サッカー選手・元日本代表）が東海道五十三次を、東は東京都の日本橋から西の京都市三条大橋へ完全踏破する模様を放送した。BS2では夜に録画放送された（放送時間は月 - 木曜が19:45 - 20:00、金曜が21:45 - 22:00）。BShiでは土曜日に1週間分の中継をまとめて再放送した。
歌川広重の東海道五十三次絵を描いた場所（広重ポイントと称する）に必ず立ち寄り、そこで写真を撮る。また日記には必ず、宿場の郵便局の風景印を押す（ただし実際は夜や祝日のこともあったため、後日別の紙に押したものを張っただけのことも多い）。岩本が日記に描く絵が非常に下手で、それがかえって親しみをもたれた。
舞阪宿 - 新居宿、宮宿 - 桑名宿は江戸時代の行程にのっとり徒歩ではなく船で移動した。
シリーズ開始前に、東海道の見所を紹介する15分番組が4本放送された（岩本がスタジオで桂歌助の話を聞く）。また出発当日の夜に早くも生放送の特別番組があった。5月6日には、「渋谷でど〜も」からの生放送で関口知宏と共演する特別番組があった（所属する芸能事務所が同じ。また2人は同い年。前半は岩本が街道てくてく旅、後半は関口が「ヨーロッパ鉄道の旅」を紹介）。5月8日と5月29日の夜11時から総合テレビで、そこまでの旅を振り返る生放送の番組があった（第4シリーズ以降のウィークリーダイジェストと同じつくりのVTRが流れる。ナレーターは深澤里奈）。
テーマ曲の歌詞が曜日ごとに異なった。
- 中継地一覧

| 月/日（曜日） | 朝の中継地                                           | 行政区画                 | リポーター                                                   | 名所・総歩数 |
| ------------- | ---------------------------------------------------- | ------------------------ | ------------------------------------------------------------ | --- |
| 4/3（月）     | 日本橋（にほんばし）                                 | 東京都中央区             | 熊倉悟（NHK渋谷本部）                                        | |
| 4/3（月）     | 日本橋（にほんばし）                                 | 東京都中央区             | 熊倉悟（NHK渋谷本部）                                        | 刃物屋、増上寺、竹芝埠頭、22188歩 |
| 4/4（火）     | 品川宿（しながわ）・北品川商店街                     | 東京都品川区             | 渡辺美樹（ケーブルテレビ品川）                               | |
| 4/4（火）     | 品川宿（しながわ）・北品川商店街                     | 東京都品川区             | 渡辺美樹（ケーブルテレビ品川）                               | 品川寺、勝島運河、鈴ヶ森刑場、多摩川、21766歩 |
| 4/5（水）     | 川崎宿（かわさき）・砂子の里資料館                   | 神奈川県川崎市川崎区     | 金子由佳（YOUテレビ）                                        | |
| 4/5（水）     | 川崎宿（かわさき）・砂子の里資料館                   | 神奈川県川崎市川崎区     | 金子由佳（YOUテレビ）                                        | 川崎フロンターレサポーター、市場の一里塚、鶴見川、生麦魚河岸、18638歩 |
| 4/6（木）     | 神奈川宿（かながわ）・台町                           | 神奈川県横浜市神奈川区   | 轟将康（YOUテレビ）                                          | |
| 4/6（木）     | 神奈川宿（かながわ）・台町                           | 神奈川県横浜市神奈川区   | 轟将康（YOUテレビ）                                          | みなとみらい21、神奈川台関門跡、芝生の追分、そば屋、18543歩、高校時代の恩師                                                                                                  |
| 4/7（金）     | 保土ヶ谷宿（ほどがや）・旅籠本金子屋                 | 神奈川県横浜市保土ケ谷区 | あおい有紀（YCV）                                            | |
| 4/7（金）     | 保土ヶ谷宿（ほどがや）・旅籠本金子屋                 | 神奈川県横浜市保土ケ谷区 | あおい有紀（YCV）                                            | 権太坂、品濃一里塚公園、益田家のモチノキ、八百屋と焼き芋、吉田大橋、17034歩、4月9日のジュニアサッカー教室                                                                    |
| 4/10（月）    | 戸塚宿（とつか）・八坂神社                           | 神奈川県横浜市戸塚区     | 矢野正泰（JCN南横浜・港南・JCN）                             | |
| 4/10（月）    | 戸塚宿（とつか）・八坂神社                           | 神奈川県横浜市戸塚区     | 矢野正泰（JCN南横浜・港南・JCN）                             | 陶芸教室、遊行寺、高校でサッカーのトレーニング、藤沢本町郵便局、15122歩 |
| 4/11（火）    | 藤沢宿（ふじさわ）・遊行寺                           | 神奈川県藤沢市           | 野田マキ（J:COM湘南・J:COM）                                 | |
| 4/11（火）    | 藤沢宿（ふじさわ）・遊行寺                           | 神奈川県藤沢市           | 野田マキ（J:COM湘南・J:COM）                                 | 釣りざお作り、南湖の左富士の碑、相模川、蓮光寺、湘南ベルマーレサポーター、22723歩、湘南ベルマーレ監督                                                                        |
| 4/12（水）    | 平塚宿（ひらつか）・京方見付の碑                     | 神奈川県平塚市           | 村上実樹（SCN）                                              | |
| 4/12（水）    | 平塚宿（ひらつか）・京方見付の碑                     | 神奈川県平塚市           | 村上実樹（SCN）                                              | 行きつけの理髪店、高麗山、花水川、化粧坂、パイナップル買い食い、魚屋、6798歩、大磯海岸で波にのまれる                                                                         |
| 4/13（木）    | 大磯宿（おおいそ）・高来神社                         | 神奈川県中郡大磯町       | 比企野美和子（SCN）                                          | |
| 4/13（木）    | 大磯宿（おおいそ）・高来神社                         | 神奈川県中郡大磯町       | 比企野美和子（SCN）                                          | 鴫立庵、松並木、牛小屋、酒匂川、清水金左右衛門本陣跡、24540歩、小田原城 |
| 4/14（金）    | 小田原宿（おだわら）・なりわい交流館                 | 神奈川県小田原市         | 保田典子（JCN小田原・JCN）                                   | |
| 4/14（金）    | 小田原宿（おだわら）・なりわい交流館                 | 神奈川県小田原市         | 保田典子（JCN小田原・JCN）                                   | 三枚橋、早雲寺、遅咲きの桜、割石坂、大澤坂、畑宿一里塚、橿木坂をダッシュ、中間点の茶屋、芦ノ湖、杉並木、27590歩、温泉                                                        |
| 4/17（月）    | 箱根宿（はこね）・箱根関所                           | 神奈川県足柄下郡箱根町   | 井上玲子（JCN小田原・JCN）                                   | |
| 4/17（月）    | 箱根宿（はこね）・箱根関所                           | 神奈川県足柄下郡箱根町   | 井上玲子（JCN小田原・JCN）                                   | 向坂、岩本のダッシュでカメラマンが肉離れ、茨ヶ平、山中城跡、茶屋で田楽、タケノコ農家、樋口本陣跡、27120歩                                                                    |
| 4/18（火）    | 三島宿（みしま）・三嶋大社                           | 静岡県三島市             | 山本りか（ビック東海）                                       | |
| 4/18（火）    | 三島宿（みしま）・三嶋大社                           | 静岡県三島市             | 山本りか（ビック東海）                                       | 楽寿園でプレーリードッグ、うなぎ屋、楽器店でピアノ演奏、宝池寺の一里塚、柿田川、八幡神社の対面石、小学生とサッカー、21629歩                                                  |
| 4/19（水）    | 沼津宿（ぬまづ）・あゆみ橋                           | 静岡県沼津市             | 瀬尾和寿（ビック東海）                                       | |
| 4/19（水）    | 沼津宿（ぬまづ）・あゆみ橋                           | 静岡県沼津市             | 瀬尾和寿（ビック東海）                                       | 沼津港で釣り、千本松原、松蔭寺、サッカーショップ、店主の案内で4キロ北の広重ポイントへ、22610歩                                                                               |
| 4/20（木）    | 原宿（はら）・帯笑園                                 | 静岡県沼津市             | 上村愛（ビック東海）                                         | |
| 4/20（木）    | 原宿（はら）・帯笑園                                 | 静岡県沼津市             | 上村愛（ビック東海）                                         | 富士山のわき水が出る豆腐屋、民家のガレージで雨宿り、毘沙門天妙法寺のくつ石、左富士、吉原商業高校の生徒が経営する雑貨屋、28565歩                                              |
| 4/21（金）    | 吉原宿（よしわら）・吉原商店街                       | 静岡県富士市             | 平野暁子（ビック東海）                                       | |
| 4/21（金）    | 吉原宿（よしわら）・吉原商店街                       | 静岡県富士市             | 平野暁子（ビック東海）                                       | 富士川、富士川町の婦人会が運営する休憩所、岩淵の一里塚、旧五十嵐歯科医院（大正時代からの洋館）、20767歩                                                                      |
| 4/24（月）    | 蒲原宿（かんばら）・蒲原お休み処                     | 静岡県静岡市清水区       | 北條裕子（ビック東海）                                       | |
| 4/24（月）    | 蒲原宿（かんばら）・蒲原お休み処                     | 静岡県静岡市清水区       | 北條裕子（ビック東海）                                       | イルカのスマシ、塩作り、グラウンドでサッカー練習、桜エビ丼、10064歩（サッカー含まず）                                                                                        |
| 4/25（火）    | 由比宿（ゆい）・東海道広重美術館                     | 静岡県静岡市清水区       | 平野貴代（ビック東海）                                       | |
| 4/25（火）    | 由比宿（ゆい）・東海道広重美術館                     | 静岡県静岡市清水区       | 平野貴代（ビック東海）                                       | 倉沢宿の望嶽亭藤屋（山岡鉄舟ゆかりの家）、薩埵峠、ジャガイモ畑で肥料まき、子どもと野球して空振り、18081歩                                                                    |
| 4/26（水）    | 興津宿（おきつ）・清見寺                             | 静岡県静岡市清水区       | 池村浩典（トコちゃんねる静岡）                               | |
| 4/26（水）    | 興津宿（おきつ）・清見寺                             | 静岡県静岡市清水区       | 池村浩典（トコちゃんねる静岡）                               | 魚屋が用意した朝食、興津坐漁荘（西園寺公望の別荘を復元）、清水港、17567歩、清水商業高校の大滝雅良サッカー部監督                                                              |
| 4/27（木）    | 江尻宿（えじり）・魚町稲荷神社                       | 静岡県静岡市清水区       | 池村浩典（トコちゃんねる静岡）                               | |
| 4/27（木）    | 江尻宿（えじり）・魚町稲荷神社                       | 静岡県静岡市清水区       | 池村浩典（トコちゃんねる静岡）                               | 徳川慶喜が常連のようかん屋、ブラックバス釣り、草薙の一里塚、草薙神社の大鳥居、21847歩                                                                                        |
| 4/28（金）    | 府中宿（ふちゅう）・駿府城                           | 静岡県静岡市葵区         | 池村浩典（トコちゃんねる静岡）                               | |
| 4/28（金）    | 府中宿（ふちゅう）・駿府城                           | 静岡県静岡市葵区         | 池村浩典（トコちゃんねる静岡）                               | 安倍川もち作り、安倍川の河川敷でサッカー、東林寺で灸、20154歩 |
| 5/1（月）     | 丸子宿（まりこ）・広重が描いた茶屋                   | 静岡県静岡市駿河区       | 池村浩典（トコちゃんねる静岡）                               | |
| 5/1（月）     | 丸子宿（まりこ）・広重が描いた茶屋                   | 静岡県静岡市駿河区       | 池村浩典（トコちゃんねる静岡）                               | かつて立場だった家、豊臣秀吉ゆかりの陣羽織のある家、宇津ノ谷峠、18485歩 |
| 5/2（火）     | 岡部宿（おかべ）・大旅籠柏屋                         | 静岡県志太郡岡部町       | 足立弥生（ビック東海）                                       | |
| 5/2（火）     | 岡部宿（おかべ）・大旅籠柏屋                         | 静岡県志太郡岡部町       | 足立弥生（ビック東海）                                       | 中山儀助に会う、接骨院、須賀神社のクス、蓮花寺池公園で足こぎボート、藤枝宿問屋場跡地、18478歩                                                                                |
| 5/3（水）     | 藤枝宿（ふじえだ）・だるま工房                       | 静岡県藤枝市             | 足立弥生（ビック東海）                                       | |
| 5/3（水）     | 藤枝宿（ふじえだ）・だるま工房                       | 静岡県藤枝市             | 足立弥生（ビック東海）                                       | 鬼岩寺で茶の手もみ、鬼かき岩で祈願して頭を打つ、桐たんすの店で箱作り、大井川の広重ポイントへ、23030歩                                                                        |
| 5/4（木）     | 島田宿（しまだ）・川越遺跡                           | 静岡県島田市             | 鴨西郁奈江（ビック東海）                                     | |
| 5/4（木）     | 島田宿（しまだ）・川越遺跡                           | 静岡県島田市             | 鴨西郁奈江（ビック東海）                                     | 出会った中学生と大井川の河川敷でサッカー教室、蓬萊橋、一番茶の刈り取りを体験、22182歩                                                                                        |
| 5/5（金）     | 金谷宿（かなや）・石畳茶屋                           | 静岡県島田市             | 鴨西郁奈江（ビック東海）                                     | |
| 5/5（金）     | 金谷宿（かなや）・石畳茶屋                           | 静岡県島田市             | 鴨西郁奈江（ビック東海）                                     | 新金谷駅でSLを見る、駅で羊かんを売るおばさん、小夜の中山峠、久延寺で夜泣石を見る、もともと夜泣石があった場所、旅籠「川坂屋」、17832歩                                        |
| 5/8（月）     | 日坂宿（にっさか）・小夜の中山峠                     | 静岡県掛川市             | 高須沙知子（NHK静岡）                                        | |
| 5/8（月）     | 日坂宿（にっさか）・小夜の中山峠                     | 静岡県掛川市             | 高須沙知子（NHK静岡）                                        | 日坂郵便局、伊達方一里塚、新町七曲がり、ゴールで40人が歓迎、13249歩、人力車で観光、クリーニング店で明治時代の吹き矢、掛川城                                                  |
| 5/9（火）     | 掛川宿（かけがわ）・葛布の工場                       | 静岡県掛川市             | 高須沙知子（NHK静岡）                                        | |
| 5/9（火）     | 掛川宿（かけがわ）・葛布の工場                       | 静岡県掛川市             | 高須沙知子（NHK静岡）                                        | 駄菓子屋へ行っておでん、広重ポイントの大池橋（ここまで高須沙知子と同行）、ネイルサロン（VTRではカット、日記で説明）、原川松並木、袋井東小学校、沿道でイチゴをもらう、18732歩 |
| 5/10（水）    | 袋井宿（ふくろい）・どまんなか茶屋                   | 静岡県袋井市             | 岡本麻里（テレビはままつ）                                   | |
| 5/10（水）    | 袋井宿（ふくろい）・どまんなか茶屋                   | 静岡県袋井市             | 岡本麻里（テレビはままつ）                                   | 木原一里塚で待つ89歳女性、許禰（こね）神社でザリガニ釣り、江戸の小道、ゴールでベガルタ仙台のユニフォームで記念撮影、19107歩                                                  |
| 5/11（木）    | 見付宿（みつけ）・旧見付学校                         | 静岡県磐田市             | 岡本麻里（テレビはままつ）                                   | |
| 5/11（木）    | 見付宿（みつけ）・旧見付学校                         | 静岡県磐田市             | 岡本麻里（テレビはままつ）                                   | 広重の本にサインして広重ポイントを探す、天竜川、うなぎとろろ茶づけ、浜松市楽器博物館、24211歩                                                                                |
| 5/12（金）    | 浜松宿（はままつ）・浜松城                           | 静岡県浜松市             | 岡本麻里（テレビはままつ）                                   | |
| 5/12（金）    | 浜松宿（はままつ）・浜松城                           | 静岡県浜松市             | 岡本麻里（テレビはままつ）                                   | 篠原一里塚跡、広重の五十三次の絵の碑が並ぶ松並木、喫茶店でクロダイをもらう、八百屋がスイカを差し入れ、舞阪宿脇本陣、浜名湖、20250歩                                          |
| 5/15（月）    | 舞阪宿（まいさか）・今切の渡しの船着き場である北雁下 | 静岡県浜松市             | 久保田祐佳（NHK静岡）                                        | |
| 5/15（月）    | 舞阪宿（まいさか）・今切の渡しの船着き場である北雁下 | 静岡県浜松市             | 久保田祐佳（NHK静岡）                                        | 釣り船で出発、浜名湖につかってアサリ漁、州崎渡船場、乾物屋でのり、6462歩 |
| 5/16（火）    | 新居宿（あらい）・新居関所跡                         | 静岡県湖西市             | 久保田祐佳（NHK静岡）                                        | |
| 5/16（火）    | 新居宿（あらい）・新居関所跡                         | 静岡県湖西市             | 久保田祐佳（NHK静岡）                                        | 松並木、いちご狩り（静岡生まれの「章姫」）、太平洋を見る、はぎれ布で草履を作って配るおばあさん、潮見坂、15651歩                                                              |
| 5/17（水）    | 白須賀宿（しらすか）・本陣跡の「勝和餅」屋           | 静岡県湖西市             | 久保田祐佳（NHK静岡）                                        | |
| 5/17（水）    | 白須賀宿（しらすか）・本陣跡の「勝和餅」屋           | 静岡県湖西市             | 久保田祐佳（NHK静岡）                                        | 郷土史家の案内で火防樹を見る、93歳のおばあちゃん、妙泉寺でほうろくまじない灸、資料館長の案内で二川宿本陣を見る、13256歩                                                      |
| 5/18（木）    | 二川宿（ふたがわ）・二川宿本陣資料館                 | 愛知県豊橋市             | 柴山仁美（ティーズ）                                         | |
| 5/18（木）    | 二川宿（ふたがわ）・二川宿本陣資料館                 | 愛知県豊橋市             | 柴山仁美（ティーズ）                                         | 岩屋観音堂、豊橋筆の製筆所、豊橋市役所の展望台から豊川を見る、18637歩 |
| 5/19（金）    | 吉田宿（よしだ）・吉田神社                           | 愛知県豊橋市             | 柴山仁美（ティーズ）                                         | |
| 5/19（金）    | 吉田宿（よしだ）・吉田神社                           | 愛知県豊橋市             | 柴山仁美（ティーズ）                                         | 旧吉田大橋、下地一里塚跡、豊橋魚市場でハモ（鱧）、小坂井町名産の風車、河原にヤギ、20618歩                                                                                    |
| 5/22（月）    | 御油宿（ごゆ）・音羽川の松並木資料館                 | 愛知県豊川市             | 七原詩歩（CCNet豊川局）                                      | |
| 5/22（月）    | 御油宿（ごゆ）・音羽川の松並木資料館                 | 愛知県豊川市             | 七原詩歩（CCNet豊川局）                                      | 御油の松並木、ダチョウを飼う家、4654歩、赤坂宿の旅籠 |
| 5/23（火）    | 赤坂宿（あかさか）・江戸時代からの旅籠               | 愛知県宝飯郡音羽町       | 七原詩歩（CCNet豊川局）                                      | |
| 5/23（火）    | 赤坂宿（あかさか）・江戸時代からの旅籠               | 愛知県宝飯郡音羽町       | 七原詩歩（CCNet豊川局）                                      | 公民館でシルバー卓球部と対決（第6シリーズと同様）、法蔵寺、藤川宿東棒鼻跡、18041歩                                                                                           |
| 5/24（水）    | 藤川宿（ふじかわ）・西の棒鼻                         | 愛知県岡崎市             | 浜崎友里（MICS）                                             | |
| 5/24（水）    | 藤川宿（ふじかわ）・西の棒鼻                         | 愛知県岡崎市             | 浜崎友里（MICS）                                             | 藤川の松並木、乙川でタマネギをもらう、かき氷、岡崎宿の二十七曲、矢作橋、21773歩                                                                                              |
| 5/25（木）    | 岡崎宿（おかざき）・八丁味噌屋                       | 愛知県岡崎市             | 浜崎友里（MICS）                                             | |
| 5/25（木）    | 岡崎宿（おかざき）・八丁味噌屋                       | 愛知県岡崎市             | 浜崎友里（MICS）                                             | 農家の店でメロンを食べる、永安寺、知立の松並木、馬の市の跡、応援の人の傘に下手くそな馬を描く、あんまき作り、18063歩                                                          |
| 5/26（金）    | 知立宿（ちりゅう）・知立神社                         | 愛知県知立市             | 宮田美穂（キャッチ）                                         | |
| 5/26（金）    | 知立宿（ちりゅう）・知立神社                         | 愛知県知立市             | 宮田美穂（キャッチ）                                         | ひつまぶしをもらう、散歩中の母子と歩く、桶狭間古戦場、有松・鳴海絞会館、絞の問屋で買う、20978歩、5月27日に名古屋市瑞穂運動場でサッカー教室                                   |
| 5/29（月）    | 鳴海宿（なるみ）・宿場跡                             | 愛知県名古屋市緑区       | 木村佳世（CCNet）                                            | |
| 5/29（月）    | 鳴海宿（なるみ）・宿場跡                             | 愛知県名古屋市緑区       | 木村佳世（CCNet）                                            | 絞のはっぴを着て出発、天白橋、東海道分間延絵図、笠寺一里塚、名古屋グランパスのユニホームにサイン、熱田神宮、宮宿本陣跡、七里の渡し場跡、14095歩                              |
| 5/30（火）    | 宮宿（みや）・宮の渡し公園                           | 愛知県名古屋市熱田区     | 神戸富美子（スターキャット）                                 | |
| 5/30（火）    | 宮宿（みや）・宮の渡し公園                           | 愛知県名古屋市熱田区     | 神戸富美子（スターキャット）                                 | 桂歌助と七里の渡しの船に乗る、名港中央大橋、揖斐川、江戸時代の船着き場（伊勢神宮の一の鳥居がある）を船から見る、別の場所から上陸、六華苑で桑名の折り鶴に挑戦、4300歩         |
| 5/31（水）    | 桑名宿（くわな）・旧大塚本陣跡                       | 三重県桑名市             | 岡田ゆき（勢慶映像ネットワーク）                             | |
| 5/31（水）    | 桑名宿（くわな）・旧大塚本陣跡                       | 三重県桑名市             | 岡田ゆき（勢慶映像ネットワーク）                             | 吉津屋見付跡（桑名藩の役人がいた場所）、はまぐりのしぐれ煮（時雨蛤）の店、玩具店、町屋川、親子とザリガニ採り、23225歩                                                        |
| 6/1（木）     | 四日市宿（よっかいち）・茶室泗翠庵                   | 三重県四日市市           | 瀬古朋可（CTY）                                              | |
| 6/1（木）     | 四日市宿（よっかいち）・茶室泗翠庵                   | 三重県四日市市           | 瀬古朋可（CTY）                                              | 木魚をたたく（VTRではカット、日記で説明）、日永のうちわ、カネゴンのフィギュアを買う（VTRではカット、日記で説明）、日永の追分、杖衝坂、石薬師寺、19942歩                      |
| 6/2（金）     | 石薬師宿（いしやくし）・小澤本陣跡                   | 三重県鈴鹿市             | 古谷香苗（MCTV）                                             | |
| 6/2（金）     | 石薬師宿（いしやくし）・小澤本陣跡                   | 三重県鈴鹿市             | 古谷香苗（MCTV）                                             | 石薬師小学校の体験授業に参加、石薬師の一里塚跡、一面の田園、庄野宿の入口から広重ポイントへ戻る、庄野宿資料館（元は油問屋）で焼米を突く、6299歩                               |
| 6/5（月）     | 庄野宿（しょうの）・庄野宿資料館                     | 三重県鈴鹿市             | 古谷香苗（MCTV）                                             | |
| 6/5（月）     | 庄野宿（しょうの）・庄野宿資料館                     | 三重県鈴鹿市             | 古谷香苗（MCTV）                                             | 安楽川、工場で職場体験中の中学生に会う、ろうそく工場、亀山宿本陣跡の市民スペースでうちわに日本画、16355歩                                                                    |
| 6/6（火）     | 亀山宿（かめやま）・亀山城跡                         | 三重県亀山市             | 吉野恵司（Z-WEVE）                                           | |
| 6/6（火）     | 亀山宿（かめやま）・亀山城跡                         | 三重県亀山市             | 吉野恵司（Z-WEVE）                                           | 亀山宿の広重ポイント、亀山城址で剣術「心形刀流」、野村一里塚、タケノコ狩り、鈴鹿川、関郵便局、18362歩                                                                        |
| 6/7（水）     | 関宿（せき）・伝統的建造物保存地区                   | 三重県亀山市             | 吉野恵司（Z-WEVE）                                           | |
| 6/7（水）     | 関宿（せき）・伝統的建造物保存地区                   | 三重県亀山市             | 吉野恵司（Z-WEVE）                                           | 千羽鶴をもらう、広重ポイントの筆捨山、鈴鹿川で休憩、道の歴史と未来を考える歴史文化フォーラムに参加、もちつき、松屋本陣跡、12316歩                                            |
| 6/8（木）     | 坂下宿（さかした）・鈴鹿馬子唄会館                   | 三重県亀山市             | 吉野恵司（Z-WEVE）                                           | |
| 6/8（木）     | 坂下宿（さかした）・鈴鹿馬子唄会館                   | 三重県亀山市             | 吉野恵司（Z-WEVE）                                           | 鈴鹿峠、途中の国道1号で、自転車で東海道踏破の人に会う、鏡岩、麦芽から土山名物のアメ作り、17180歩                                                                             |
| 6/9（金）     | 土山宿（つちやま）・旧本陣                           | 滋賀県甲賀市             | 浅井典子（水口テレビ）                                       | |
| 6/9（金）     | 土山宿（つちやま）・旧本陣                           | 滋賀県甲賀市             | 浅井典子（水口テレビ）                                       | 出発前に本陣を見て茶うどんを食べる、昔の旅人の格好で出発、クワガタの店、水口宿本陣に着いてから広重ポイントへかなり歩く、19151歩                                              |
| 6/12（月）    | 水口宿（みなくち）・水口中部コミュニティセンター     | 滋賀県甲賀市             | 浅井典子（水口テレビ）                                       | |
| 6/12（月）    | 水口宿（みなくち）・水口中部コミュニティセンター     | 滋賀県甲賀市             | 浅井典子（水口テレビ）                                       | 大池寺、横田渡常夜燈、ステンドグラスの工房でアクセサリー作り、20085歩 |
| 6/13（火）    | 石部宿（いしべ）・田楽茶屋                           | 滋賀県湖南市             | 林智美（滋賀ケーブルネットワーク・東レグループのCATV事業者） | |
| 6/13（火）    | 石部宿（いしべ）・田楽茶屋                           | 滋賀県湖南市             | 林智美（滋賀ケーブルネットワーク・東レグループのCATV事業者） | 公園で接待を受ける、旧和中散本舗、一里塚跡の駐車場で食事、古志゛ま屋（四楽茶屋）跡、草津追分道標、16602歩                                                                    |
| 6/14（水）    | 草津宿（くさつ）・本陣                               | 滋賀県草津市             | 林智美（滋賀ケーブルネットワーク・東レグループのCATV事業者） | |
| 6/14（水）    | 草津宿（くさつ）・本陣                               | 滋賀県草津市             | 林智美（滋賀ケーブルネットワーク・東レグループのCATV事業者） | 矢橋道標、瀬田の唐橋、あみ船（屋形船）で近江牛のすき焼き、琵琶湖のしじみ採り、石山駅、義仲寺で松尾芭蕉の墓、大津中央郵便局、26573歩                                          |
| 6/15（木）    | 大津宿（おおつ）・平野神社                           | 滋賀県大津市             | 林智美（滋賀ケーブルネットワーク・東レグループのCATV事業者） | |
| 6/15（木）    | 大津宿（おおつ）・平野神社                           | 滋賀県大津市             | 林智美（滋賀ケーブルネットワーク・東レグループのCATV事業者） | 走井茶店跡（月心寺）、将軍塚展望台、14641歩 |
| 6/16（金）    | 三条大橋（さんじょうおおはし）                       | 京都府京都市中京区       | 堀江良信（J:COM京都みやびじょん・J:COM）                     | |
| 6/16（金）    | 三条大橋（さんじょうおおはし）                       | 京都府京都市中京区       | 堀江良信（J:COM京都みやびじょん・J:COM）                     | |

- 最終日の歩数は将軍塚展望台までもの。

### 第3シリーズ
2006年7月3日から8日までは、俳人松尾芭蕉が奥の細道で歩いた石川県内の道を、旅人谷川真理（元マラソンランナー）が歩く様子を放送した。BShiで朝に生放送、BS2で夜に録画放送というのは第2シリーズと同様。
右腕の先がないアナウンサーが中継を担当するという画期的な放送があったが、ノーマライゼーションの観点からか、番組内で一切言及されなかった。
- 中継地一覧

| 月/日（曜日） | 朝の中継地                                | 行政区画     | 俳句                                                                                                  | リポーター                           | 名所・出来事・総歩数 |
| ------------- | ----------------------------------------- | ------------ | --- | ------------------------------------ | --- |
| 7/3（日）     | 倶利伽羅峠（くりからとうげ） （中継なし） | 石川県津幡町 | |                                      | |
| 7/3（日）     | 倶利伽羅峠（くりからとうげ） （中継なし） | 石川県津幡町 | 倶利伽羅不動尊、倶利伽羅峠、国道でカブトムシ、寺で子どもと遊ぶ、ひがし茶屋街、浅野川の梅ノ橋、36924歩 |                                      | |
| 7/4（月）     | 兼六園（けんろくえん）                    | 石川県金沢市 | かぶと虫 息もたえだえ 歩道かな 雨止んで てくてく旅も 軽やかに                                         | 菊田真輝（金沢ケーブルテレビネット） | |
| 7/4（月）     | 兼六園（けんろくえん）                    | 石川県金沢市 | かぶと虫 息もたえだえ 歩道かな 雨止んで てくてく旅も 軽やかに                                         | 菊田真輝（金沢ケーブルテレビネット） | 犀川、和傘屋で傘作り、芭蕉ゆかりの料亭、願念寺で芭蕉の句、3年前のマラソン大会で来たケーキ屋、31466歩                                          |
| 7/5（火）     | 手取川（てどりがわ）                      | 石川県能美市 | ロールケーキ 昔の味は 今は泣き 梅雨の空 晴れて夕陽の 手取川                                           | 亀田好功（あさがおテレビ）           | |
| 7/5（火）     | 手取川（てどりがわ）                      | 石川県能美市 | ロールケーキ 昔の味は 今は泣き 梅雨の空 晴れて夕陽の 手取川                                           | 亀田好功（あさがおテレビ）           | 粟生小学校のスケッチに立ち会う、九谷陶芸村の陶芸会館で絵付け、スイカを買うのを断念、菟橋神社で芭蕉の句碑、25326歩                             |
| 7/6（水）     | 多太神社（ただじんじゃ）                  | 石川県小松市 | 紫陽花の 花色迷う 九谷焼 てくてくと スイカ横目に 加賀                                                 | 井波広子（テレビ小松）               | |
| 7/6（水）     | 多太神社（ただじんじゃ）                  | 石川県小松市 | 紫陽花の 花色迷う 九谷焼 てくてくと スイカ横目に 加賀                                                 | 井波広子（テレビ小松）               | シソの畑のところの家で梅干し、木場潟公園で小動物発見とランニング、造り酒屋の総漆塗りの部屋で地酒、粟津温泉、那谷寺の胎内くぐり、22323歩       |
| 7/7（木）     | 那谷寺（なたでら）                        | 石川県小松市 | ねむの木の 睡魔がおそう 加賀路旅 お抹茶の 香りいやされ 水の音                                         | 井波広子（テレビ小松）               | |
| 7/7（木）     | 那谷寺（なたでら）                        | 石川県小松市 | ねむの木の 睡魔がおそう 加賀路旅 お抹茶の 香りいやされ 水の音                                         | 井波広子（テレビ小松）               | ツバメの巣が家の中にあるクリーニング店、山代温泉の足湯、ネコを台車に乗せたおばさん、山中温泉の芭蕉の館と鶴仙渓の句碑、ゴールの芭蕉堂、21698歩 |
| 7/8（金）     | 山中温泉（やまなかおんせん）              | 石川県加賀市 | 紫陽花の 花色変わる 過ぎし日々                                                                        | 相葉香（加賀テレビ）                 | |
| 7/8（金）     | 山中温泉（やまなかおんせん）              | 石川県加賀市 | 紫陽花の 花色変わる 過ぎし日々                                                                        | 相葉香（加賀テレビ）                 | |

### 第4シリーズ
2006年秋からのシリーズ（9月18日-12月1日）では、勅使川原郁恵（元ショートトラックスピードスケート選手・現スポーツ解説者）を旅人として、中山道を西の京都三条大橋から東は東京日本橋まで歩いた。BShiで朝に生放送、BS2で夜に録画放送というのは第2シリーズと同様。ちなみに、NHKワールド・プレミアムでは日本国内より1日遅れでの放送だった。このシリーズから、関口知宏シリーズと同様のウィークリーダイジェストが翌週末の深夜に総合テレビで放送されるようになった（BShiでも昼間に再放送）。
第2シリーズ同様、歌川広重や英泉の描いた「木曽街道六十九次」の描かれた場所（「浮世絵ポイント」と呼称）を探し、デジタルカメラで写真を撮影した。余談だが、上尾宿のように実際の宿場から離れた場所で描かれたものもあった。
当初は山陽道を歩くという案もあったが、勅使川原が岐阜県出身だったため、中山道に決定した。岐阜県内では勅使川原の父が飛び入りで参加し、一緒に歩いた日もあった。また勅使川原の両親は最終日に日本橋で彼女を出迎え、彼女が思わず「まだお嫁に行くわけではないから…」と言ってしまう一幕もあった。

### 第5シリーズ
2007年4月23日から5月25日まで、勅使川原郁恵が第4シリーズに引き続き甲州街道を歩いた。このシリーズから、BShiとBS2は同時刻に生放送（朝8:00〜8:15）するようになった。NHKワールド・プレミアムでは国内放送と同日で撮って出し形式の録画放送（日本時間　18：45〜19：00）となっている。なお、最終日はスペシャルとして時間枠が10分拡大されて25分間の放送となり、今までの旅を振り返った。6月30日と7月1日にBS2で総集編が放送された。
第4シリーズでは浮世絵で描かれた地点を小型のデジタルカメラで撮影していたが、第5シリーズではデジタル一眼レフカメラを導入し、勅使川原が撮影した画像を番組やブログで公開している。そのためか、旅日記は製作されなかった。なお、旅日記は第6シリーズでは復活している。
- 中継地一覧

| 月/日（曜日） | 朝の中継地                                                                 | 行政区画               | リポーター                                                                                  | 名所・総歩数                                                                                                 |
| ------------- | -------------------------------------------------------------------------- | ---------------------- | ------------------------------------------------------------------------------------------- | --- |
| 4/23（月）    | 日本橋（にほんばし）                                                       | 東京都中央区           | 青井実（NHK渋谷本部）                                                                       | |
| 4/23（月）    | 日本橋（にほんばし）                                                       | 東京都中央区           | 青井実（NHK渋谷本部）                                                                       | お岩稲荷田宮神社、新宿御苑、計18,360歩                                                                       |
| 4/24（火）    | 内藤新宿（ないとうしんじゅく）・太宗寺                                     | 東京都新宿区           | 青木大介（ケーブルビジョン新宿）                                                            | |
| 4/24（火）    | 内藤新宿（ないとうしんじゅく）・太宗寺                                     | 東京都新宿区           | 青木大介（ケーブルビジョン新宿）                                                            | 沖縄タウン（和泉明店街）、計14,795歩                                                                         |
| 4/25（水）    | 高井戸宿（たかいどしゅく）・1907年創業の竹細工店                           | 東京都杉並区・世田谷区 | 木村雅子（J:COM東京・J:COM）                                                                | |
| 4/25（水）    | 高井戸宿（たかいどしゅく）・1907年創業の竹細工店                           | 東京都杉並区・世田谷区 | 木村雅子（J:COM東京・J:COM）                                                                | 仙川、15,562歩                                                                                               |
| 4/26（木）    | 布田五宿（ふだごしゅく）・国領神社                                         | 東京都調布市           | 津田三七子（J:COM調布・世田谷・J:COM）                                                      | |
| 4/26（木）    | 布田五宿（ふだごしゅく）・国領神社                                         | 東京都調布市           | 津田三七子（J:COM調布・世田谷・J:COM）                                                      | 深大寺、深大寺そば、15,745歩                                                                                 |
| 4/27（金）    | 府中宿（ふちゅうしゅく）・大國魂神社近くの和紙の専門店                     | 東京都府中市           | 鈴木梢（J:COM東京・J:COM）                                                                  | |
| 4/27（金）    | 府中宿（ふちゅうしゅく）・大國魂神社近くの和紙の専門店                     | 東京都府中市           | 鈴木梢（J:COM東京・J:COM）                                                                  | 谷保天満宮、日野の渡し場跡、20,089歩                                                                         |
| 4/30（月）    | 日野宿（ひのしゅく）・本陣跡                                               | 東京都日野市           | 櫻井芳子（JCN日野・JCN）                                                                    | |
| 4/30（月）    | 日野宿（ひのしゅく）・本陣跡                                               | 東京都日野市           | 櫻井芳子（JCN日野・JCN）                                                                    | 日野宿本陣跡、16,693歩                                                                                       |
| 5/1（火）     | 八王子宿（はちおうじしゅく）                                               | 東京都八王子市         | 菅原幸子（JCNテレメディア・JCN）                                                            | |
| 5/1（火）     | 八王子宿（はちおうじしゅく）                                               | 東京都八王子市         | 菅原幸子（JCNテレメディア・JCN）                                                            | 甲州街道と陣馬街道との追分、千人同心屋敷、駒木野宿（こまぎのしゅく）、小仏関所跡、18,140歩                   |
| 5/2（水）     | 小仏宿（こぼとけしゅく）・寶珠寺                                           | 東京都八王子市         | 菅原幸子（JCNテレメディア・JCN）                                                            | |
| 5/2（水）     | 小仏宿（こぼとけしゅく）・寶珠寺                                           | 東京都八王子市         | 菅原幸子（JCNテレメディア・JCN）                                                            | 小仏峠、美女谷温泉、13,221歩                                                                                 |
| 5/3（木）     | 小原宿（おばらしゅく）・本陣                                               | 神奈川県相模原市       | 三条恵美（J:COM相模原・大和・J:COM）                                                        | |
| 5/3（木）     | 小原宿（おばらしゅく）・本陣                                               | 神奈川県相模原市       | 三条恵美（J:COM相模原・大和・J:COM）                                                        | 相模湖、与瀬宿（よせしゅく）、16,014歩                                                                       |
| 5/4（金）     | 吉野宿（よしのしゅく）                                                     | 神奈川県相模原市       | 三条恵美（J:COM相模原・大和・J:COM）                                                        | |
| 5/4（金）     | 吉野宿（よしのしゅく）                                                     | 神奈川県相模原市       | 三条恵美（J:COM相模原・大和・J:COM）                                                        | 関野宿（せきのしゅく）、諏訪番所跡、上野原宿（うえのはらしゅく）、一里塚、鶴川宿（つるかわしゅく）、21,007歩 |
| 5/7（月）     | 野田尻宿（のたじりしゅく）・酒饅頭作り                                     | 山梨県上野原市         | 若月弘一郎（NHK甲府）                                                                       | |
| 5/7（月）     | 野田尻宿（のたじりしゅく）・酒饅頭作り                                     | 山梨県上野原市         | 若月弘一郎（NHK甲府）                                                                       | 犬目宿（いぬめしゅく）、鳥沢宿（とりさわしゅく）、20,406歩                                                   |
| 5/8（火）     | 猿橋宿（さるはししゅく）・猿橋                                             | 山梨県大月市           | 田中智（ケーブルネットワーク大月）                                                          | |
| 5/8（火）     | 猿橋宿（さるはししゅく）・猿橋                                             | 山梨県大月市           | 田中智（ケーブルネットワーク大月）                                                          | 駒橋宿（こまはししゅく）、大月宿（おおつきしゅく）、13,776歩                                                 |
| 5/9（水）     | 花咲宿（はなさきしゅく）・本陣跡                                           | 山梨県大月市           | 田中智（ケーブルネットワーク大月）                                                          | |
| 5/9（水）     | 花咲宿（はなさきしゅく）・本陣跡                                           | 山梨県大月市           | 田中智（ケーブルネットワーク大月）                                                          | 初狩宿（はつかりしゅく）、瑞岳院、16,285歩                                                                   |
| 5/10（木）    | 白野宿（しらのしゅく）                                                     | 山梨県大月市           | 田中智（ケーブルネットワーク大月）                                                          | |
| 5/10（木）    | 白野宿（しらのしゅく）                                                     | 山梨県大月市           | 田中智（ケーブルネットワーク大月）                                                          | 阿弥陀海道宿（あみだかいどうしゅく）、14,063歩                                                               |
| 5/11（金）    | 黒野田宿（くろのたしゅく）                                                 | 山梨県大月市           | 田中智（ケーブルネットワーク大月）                                                          | |
| 5/11（金）    | 黒野田宿（くろのたしゅく）                                                 | 山梨県大月市           | 田中智（ケーブルネットワーク大月）                                                          | 笹子峠、矢立の杉、16,185歩                                                                                   |
| 5/14（月）    | 駒飼宿（こまかいしゅく）・本陣跡                                           | 山梨県甲州市           | 佐藤勝（勝沼町CATVネットワーク）                                                            | |
| 5/14（月）    | 駒飼宿（こまかいしゅく）・本陣跡                                           | 山梨県甲州市           | 佐藤勝（勝沼町CATVネットワーク）                                                            | 鶴瀬宿（つるせしゅく）、丸い道祖神（山梨県にしかない）、大善寺、13,973歩                                     |
| 5/15（火）    | 勝沼宿（かつぬましゅく）                                                   | 山梨県甲州市           | 室伏徹（勝沼町CATVネットワーク）                                                            | |
| 5/15（火）    | 勝沼宿（かつぬましゅく）                                                   | 山梨県甲州市           | 室伏徹（勝沼町CATVネットワーク）                                                            | 栗原宿（くりはらしゅく）、甲斐犬、夢に出てきた丸い道祖神、17,485歩                                           |
| 5/16（水）    | 石和宿（いさわしゅく）・小林中を記念して作られた小林公園（石和温泉の足湯） | 山梨県笛吹市           | 杉山明美（NNS甲府CATV局）                                                                   | |
| 5/16（水）    | 石和宿（いさわしゅく）・小林中を記念して作られた小林公園（石和温泉の足湯） | 山梨県笛吹市           | 杉山明美（NNS甲府CATV局）                                                                   | 甲州印伝、山梨学院大学で恩師（川上隆司）と再会、石川家住居、14,167歩                                         |
| 5/17（木）    | 甲府宿（こうふしゅく）・印傅博物館                                         | 山梨県甲府市           | 山下直子（NNS甲府CATV局）                                                                   | |
| 5/17（木）    | 甲府宿（こうふしゅく）・印傅博物館                                         | 山梨県甲府市           | 山下直子（NNS甲府CATV局）                                                                   | 赤坂、泣石、22,395歩                                                                                         |
| 5/18（金）    | 韮崎宿（にらさきしゅく）                                                   | 山梨県韮崎市           | 本松明菜（NNS甲府CATV局）                                                                   | |
| 5/18（金）    | 韮崎宿（にらさきしゅく）                                                   | 山梨県韮崎市           | 本松明菜（NNS甲府CATV局）                                                                   | 徳島ぜき、北杜市下三吹地区の水車小屋、逸見路、31,496歩                                                       |
| 5/21（月）    | 台ヶ原宿（だいがはらしゅく）・老舗の和菓子店                               | 山梨県北杜市           | 鈴木貴彦（NHK甲府）                                                                         | |
| 5/21（月）    | 台ヶ原宿（だいがはらしゅく）・老舗の和菓子店                               | 山梨県北杜市           | 鈴木貴彦（NHK甲府）                                                                         | 教来石宿（きょうらいししゅく）、古代米の里、19,465歩                                                         |
| 5/22（火）    | 蔦木宿（つたきしゅく）                                                     | 長野県諏訪郡富士見町   | 藤森春菜（エルシーブイ）                                                                    | |
| 5/22（火）    | 蔦木宿（つたきしゅく）                                                     | 長野県諏訪郡富士見町   | 藤森春菜（エルシーブイ）                                                                    | 鍛冶屋、御射山神戸（みさやまごうど）の一里塚（日本橋から48里目（約192キロメートル））、23,121歩              |
| 5/23（水）    | 金沢宿（かなざわしゅく）・りんご農家                                       | 長野県茅野市           | 高木真一郎（エルシーブイ、第4シリーズの下諏訪宿でも中継を担当、出発前の予告編にも登場した） | |
| 5/23（水）    | 金沢宿（かなざわしゅく）・りんご農家                                       | 長野県茅野市           | 高木真一郎（エルシーブイ、第4シリーズの下諏訪宿でも中継を担当、出発前の予告編にも登場した） | 御柱祭で使う御柱、温泉の共同浴場、23,101歩                                                                   |
| 5/24（木）    | 上諏訪宿（かみすわしゅく）・酒蔵のある街角                                 | 長野県諏訪市           | 藤森春菜（エルシーブイ）                                                                    | |
| 5/24（木）    | 上諏訪宿（かみすわしゅく）・酒蔵のある街角                                 | 長野県諏訪市           | 藤森春菜（エルシーブイ）                                                                    | 甲州街道最終の一里塚、甲州街道と中山道の合流地点（ゴール）、11,447歩                                         |
| 5/25（金）    | 下諏訪宿（しもすわしゅく）・諏訪湖畔                                       | 長野県諏訪郡下諏訪町   | 藤森春菜・高木真一郎（エルシーブイ）                                                        | |
| 5/25（金）    | 下諏訪宿（しもすわしゅく）・諏訪湖畔                                       | 長野県諏訪郡下諏訪町   | 藤森春菜・高木真一郎（エルシーブイ）                                                        | |

### 第6シリーズ
2007年9月24日から11月23日まで日光街道と奥州街道を歩くシリーズの制作が決定し、第5シリーズの最終日放送直後に5分間の予告編が放送された。目的地は奥州街道のうち江戸幕府が管理していた区間の終着地点である白河よりさらに北の仙台。旅人はプロ卓球選手の四元奈生美で、旅には卓球のラケットも持っていく。旅の開始前に25分・15分・5分の予告編がBS2（2007年9月1日17:35〜18:00など）で放送された。本放送は毎週月曜日から金曜日までBShiとBS2で同時刻に生放送（朝8:00〜8:15）、BShiで夜に再放送（月〜木は23:00〜23:15、金曜日は変則で金曜シネマ終了後）。その後、NHKワールド・プレミアムでも約3カ月遅れで放送されていた。地球温暖化対策の一環から中継車で使用する燃料をバイオディーゼル燃料（ヒマワリの種が原料）にするほか、四元はごみ（ペットボトルや割り箸など）を出さないように水筒と箸（浅草で購入）を持ち歩いた。四元は旅先で地元の人と卓球で対戦するほか、「奥の細道」にちなんで俳句も詠んでいった。ちなみに卓球は18戦して四元の15勝2敗1分だった。また番組内で、前日のVTR放送の前に卓球のラケットを振るアクションで「それではVTRで旅の続きを ごら〜んくださいっ♪」とアシスタントのアナウンサーや街の人々と一緒に言う。だが、街の人が寺の住職等の場合、このアクションをする事で本人は威厳が下がると思っているらしく、直立不動の無表情でどっしりと構えている。また出発前に「行って来マッシュ」の掛け声でラケットを振るアクションをする場合もある。このアクションは番組の名物となり、後の「第7、第8シリーズ 四国八十八か所編」、及び「てくてく北京」でも見られた。
- 特別番組
  - 「街道てくてく旅〜ここまで来ました! 日光・奥州街道〜」

2007年10月8日の19:45〜21:00にBS2で放送された。司会は渋谷本部の遠藤亮とU・CAT・Vの北詰祥子。ゲストは石井正則（アリtoキリギリス）とダニエル・カール。中継地は宇都宮のオリオン通り。今までの旅を振り返ったほか、舞台裏も流された。また石井が初日のリベンジと称して四元と卓球で対戦したがあえなく返り討ちにあった。
  - 2007年11月23日の最終日は放送時間が20分に拡大された。第2、第4シリーズと同様、四元は前日は手前の芭蕉の辻までを歩き、当日の朝にゴールする模様が流された。また俳句はあらかじめ詠んでいた句をゴールしてから短冊に書いた。
  - 「街道てくてく旅スペシャル〜祝 日光・奥州街道踏破&五街道踏破達成!」

2007年11月24日の19:45〜22:00にBS2で五街道踏破達成の特別番組として放送された。司会はいずれも渋谷本部の中條誠子と遠藤亮。
前半は四元とともに今シリーズの旅を振り返った。俳人の大高翔が四元の詠んだ句を批評したほか、石井正則が再再挑戦状（「街道てくてく旅〜ここまで来ました! 日光・奥州街道〜」での再挑戦状に手書きで「再」の字を付け加えたもの）を持って登場し、四元とハンデ戦（アテネオリンピック出場経験者の遊澤亮選手が石井の助っ人として参加）を行った。だがまたもや四元の返り討ちにあった。
後半は岩本と勅使川原も加わり、五街道踏破を記念して2年間の旅を振り返った。
- 中継地一覧

| 月/日（曜日） | 朝の中継地                                       | 行政区画             | 俳句                               | 卓球対戦者 | リポーター                                                          | 名所・出来事・総歩数 |
| ------------- | ------------------------------------------------ | -------------------- | ---------------------------------- | --- | ------------------------------------------------------------------- | --- |
| 9/24（月）    | 日本橋（にほんばし）                             | 東京都中央区         | 秋雲と 共に歩くよ てくてくと       | 石井正則（アリtoキリギリス） | 遠藤亮（NHK渋谷本部）                                               | |
| 9/24（月）    | 日本橋（にほんばし）                             | 東京都中央区         | 秋雲と 共に歩くよ てくてくと       | 石井正則（アリtoキリギリス） | 遠藤亮（NHK渋谷本部）                                               | 浅草橋、浅草寺（おみくじで凶を引いてしまう）、千住大橋、松尾芭蕉 奥の細道 矢立初めの地、23916歩                         |
| 9/25（火）    | 千住宿（せんじゅ）・横山家住宅                   | 東京都足立区         | 秋の日に 自分捜しの 芭蕉道         | | 高野由理（JCN足立・JCN）                                            | |
| 9/25（火）    | 千住宿（せんじゅ）・横山家住宅                   | 東京都足立区         | 秋の日に 自分捜しの 芭蕉道         | 荒川の土手でおにぎりを食べる、千住新橋、バッティングセンターでバッティング、環状七号線、17011歩、草加せんべい | 高野由理（JCN足立・JCN）                                            | |
| 9/26（水）    | 草加宿（そうか）・おせん茶屋                     | 埼玉県草加市         | 秋晴れの 千住新橋 おにぎりと       | | 木村亜希子（テプコケーブルテレビ、第4シリーズの桶川宿でも中継担当） | |
| 9/26（水）    | 草加宿（そうか）・おせん茶屋                     | 埼玉県草加市         | 秋晴れの 千住新橋 おにぎりと       | 草加松原、草加市民体育館で卓球勝負、蒲生大橋（綾瀬川）、蒲生の一里塚、和紙の中野屋、17310歩 | 木村亜希子（テプコケーブルテレビ、第4シリーズの桶川宿でも中継担当） | |
| 9/27（木）    | 越ヶ谷宿（こしがや）・温飩屋                     | 埼玉県越谷市         | 秋の川 つり人のまつ さかなかな     | 越谷卓球連盟のメンバー（蓑田洋子さんが時間切れで四元に勝利） | 木村亜希子（テプコケーブルテレビ、第4シリーズの桶川宿でも中継担当） | |
| 9/27（木）    | 越ヶ谷宿（こしがや）・温飩屋                     | 埼玉県越谷市         | 秋の川 つり人のまつ さかなかな     | 越谷卓球連盟のメンバー（蓑田洋子さんが時間切れで四元に勝利） | 木村亜希子（テプコケーブルテレビ、第4シリーズの桶川宿でも中継担当） | 越谷だるま、桐工芸、押し絵羽子板、19359歩                                                                               |
| 9/28（金）    | 粕壁宿（かすかべ）・みち標                       | 埼玉県春日部市       | 親心 おしえ伝える 芸の秋           | | 木村亜希子（テプコケーブルテレビ、第4シリーズの桶川宿でも中継担当） | |
| 9/28（金）    | 粕壁宿（かすかべ）・みち標                       | 埼玉県春日部市       | 親心 おしえ伝える 芸の秋           | 大落古利根川、杉戸宿（すぎと）、杉戸宿本陣跡、食堂「東京駅」、幸手の大門卓球場で子供達と卓球勝負 | 木村亜希子（テプコケーブルテレビ、第4シリーズの桶川宿でも中継担当） | |
| 10/1（月）    | 幸手宿（さって）・問屋場跡                       | 埼玉県幸手市         | 秋なすび 日替わり定食 母の味       | | 工藤むつみ（NHKさいたま）                                           | |
| 10/1（月）    | 幸手宿（さって）・問屋場跡                       | 埼玉県幸手市         | 秋なすび 日替わり定食 母の味       | 権現堂堤、曼珠沙華（彼岸花）の花、日光街道の道しるべ、カスリーン台風水害被害の記録、栗橋関所跡、18744歩、静御前の墓 | 工藤むつみ（NHKさいたま）                                           | |
| 10/2（火）    | 栗橋宿（くりはし）・八坂神社                     | 埼玉県北葛飾郡栗橋町 | 曼珠沙華 凛と輝く 通り道           | 静御前と源義経（静御前祭りの参加者） | 鈴木佐登美（リバーシティ・ケーブルテレビ）                          | |
| 10/2（火）    | 栗橋宿（くりはし）・八坂神社                     | 埼玉県北葛飾郡栗橋町 | 曼珠沙華 凛と輝く 通り道           | 静御前と源義経（静御前祭りの参加者） | 鈴木佐登美（リバーシティ・ケーブルテレビ）                          | 利根川、中田宿（なかだ）、卓球のボール工場見学後ダブルス対決、中田の一里塚（古河第二高等学校校内）、16815歩、篆刻美術館 |
| 10/3（水）    | 古河宿（こが）・肴町通り                         | 茨城県古河市         | 心の輪 スポーツの秋 ピンポンと     | 地元の人と卓球対決 | 菅谷美弥子（リバーシティ・ケーブルテレビ）                          | |
| 10/3（水）    | 古河宿（こが）・肴町通り                         | 茨城県古河市         | 心の輪 スポーツの秋 ピンポンと     | 地元の人と卓球対決 | 菅谷美弥子（リバーシティ・ケーブルテレビ）                          | 野木宿（のぎ）、日光梨、間々田宿（ままだ）、逢いの榎（間の榎）、間々田ひも、27242歩                                     |
| 10/4（木）    | 小山宿（おやま）・須賀神社                       | 栃木県小山市         | 潤い梨 いのちの味を ありがとう     | | 鈴木千裕（テレビ小山放送）                                          | |
| 10/4（木）    | 小山宿（おやま）・須賀神社                       | 栃木県小山市         | 潤い梨 いのちの味を ありがとう     | 喜沢の一里塚、小山乗馬クラブ、大沼親水公園、新田宿（しんでん）、20466歩 | 鈴木千裕（テレビ小山放送）                                          | |
| 10/5（金）    | 小金井宿（こがねい）・小金井一里塚               | 栃木県下野市         | 渡り鳥 笛と嬉音 高らかに           | | 松本慶子（NHK宇都宮）                                               | |
| 10/5（金）    | 小金井宿（こがねい）・小金井一里塚               | 栃木県下野市         | 渡り鳥 笛と嬉音 高らかに           | 石橋宿（いしばし）、神輿の工房、沿道の人が詠んだ俳句「木犀の 香り（かむり）道連れ 奈生美ゆく」、26839歩 | 松本慶子（NHK宇都宮）                                               | |
| 10/8（月）    | 雀宮宿（すずめのみや）・雀宮神社                 | 栃木県宇都宮市       | 職人の 情熱燃ゆる 秋祭り           | パンキーズ雀のメンバー | 北詰祥子（U・CAT・V）                                               | |
| 10/8（月）    | 雀宮宿（すずめのみや）・雀宮神社                 | 栃木県宇都宮市       | 職人の 情熱燃ゆる 秋祭り           | パンキーズ雀のメンバー | 北詰祥子（U・CAT・V）                                               | 書道教室（パンキーズ雀のメンバーが運営）、鍵の手の街並、宇都宮空襲で焼けた大銀杏、13979歩                               |
| 10/9（火）    | 宇都宮宿（うつのみや）・宇都宮城址公園           | 栃木県宇都宮市       | いわし雲 初書で学ぶ 動と静         | | 北詰祥子（U・CAT・V）                                               | |
| 10/9（火）    | 宇都宮宿（うつのみや）・宇都宮城址公園           | 栃木県宇都宮市       | いわし雲 初書で学ぶ 動と静         | 餃子教室、日光街道と奥州街道の追分、上戸祭の一里塚（日本橋から28番目）、芸術大学、25197歩 | 北詰祥子（U・CAT・V）                                               | |
| 10/10（水）   | 徳次郎宿（とくじら）・中町公民館                 | 栃木県宇都宮市       | 並木道 心やすらぐ 金木犀           | | 成瀬久美（U・CAT・V）                                               | |
| 10/10（水）   | 徳次郎宿（とくじら）・中町公民館                 | 栃木県宇都宮市       | 並木道 心やすらぐ 金木犀           | 石那田の一里塚（日本橋から30番目）、リンゴがり、沿道の少女が描いた似顔絵、大沢宿（おおさわ）、水無の一里塚（日本橋から32番目）、日光杉並木、並木ホテル（日本橋から33番目の一里塚）、27587歩                                       | 成瀬久美（U・CAT・V）                                               | |
| 10/11（木）   | 今市宿（いまいち）・報徳二宮神社                 | 栃木県日光市         | 木の実落ち 無心で歩く 杉並木       | 報徳二宮神社の宮司親子 | 松本慶子（NHK宇都宮）                                               | |
| 10/11（木）   | 今市宿（いまいち）・報徳二宮神社                 | 栃木県日光市         | 木の実落ち 無心で歩く 杉並木       | 報徳二宮神社の宮司親子 | 松本慶子（NHK宇都宮）                                               | ギボウシの町せがわ、異人石、東武日光駅、日光彫、13724歩                                                                 |
| 10/12（金）   | 鉢石宿（はついし）・ゆばの老舗                   | 栃木県日光市         | ぶどう彫り 胸踊らせて いざ日光     | | 松本慶子（NHK宇都宮）                                               | |
| 10/12（金）   | 鉢石宿（はついし）・ゆばの老舗                   | 栃木県日光市         | ぶどう彫り 胸踊らせて いざ日光     | 日光東照宮（日光街道の旅のゴール） | 松本慶子（NHK宇都宮）                                               | |
| 10/15（月）   | 日光・明智平（にっこう）・明智平展望台           | 栃木県日光市         | 初もみじ 旅人迎え 東照宮           | | 徳永圭一（NHK宇都宮）                                               | |
| 10/15（月）   | 日光・明智平（にっこう）・明智平展望台           | 栃木県日光市         | 初もみじ 旅人迎え 東照宮           | 日光街道と奥州街道の追分まで車で移動、商店街の中を奥州街道が通る、二荒山神社、20244歩 | 徳永圭一（NHK宇都宮）                                               | |
| 10/16（火）   | 白澤宿（しらさわ）・白澤宿本陣                   | 栃木県宇都宮市       | 木の葉落ち 奥州の旅 スマイルで     | 奥平みちこ（1月生まれの84歳） | 成瀬久美（U・CAT・V）                                               | |
| 10/16（火）   | 白澤宿（しらさわ）・白澤宿本陣                   | 栃木県宇都宮市       | 木の葉落ち 奥州の旅 スマイルで     | 奥平みちこ（1月生まれの84歳） | 成瀬久美（U・CAT・V）                                               | 鬼怒川の渡し跡、阿久津大橋、浮島地蔵、旧奥州街道踏切、15994歩                                                           |
| 10/17（水）   | 氏家宿（うじいえ）・光明寺                       | 栃木県さくら市       | 冷ややかに 水しぶき いざ勇ましく   | | 徳永圭一（NHK宇都宮）                                               | |
| 10/17（水）   | 氏家宿（うじいえ）・光明寺                       | 栃木県さくら市       | 冷ややかに 水しぶき いざ勇ましく   | 狭間田の一里塚（日本橋から32里目。坂本さんという民家の中にある）、奥州街道初の山越え（未整備のため普段は歩けない道あり）、15471歩                                                                                                 | 徳永圭一（NHK宇都宮）                                               | |
| 10/18（木）   | 喜連川宿（きつれがわ）・街の駅 本陣              | 栃木県さくら市       | 山越えて 笑顔で歩く 花野道         | 地元の卓球サークルのメンバー | 徳永圭一（NHK宇都宮）                                               | |
| 10/18（木）   | 喜連川宿（きつれがわ）・街の駅 本陣              | 栃木県さくら市       | 山越えて 笑顔で歩く 花野道         | 地元の卓球サークルのメンバー | 徳永圭一（NHK宇都宮）                                               | 突抜井戸、トウガラシ畑（大田原市佐久山地区名産）で収穫を手伝う、22422歩                                                 |
| 10/19（金）   | 佐久山宿（さくやま）・正淨寺                     | 栃木県大田原市       | とうがらし 声援を受け 目に涙       | | 徳永圭一（NHK宇都宮）                                               | |
| 10/19（金）   | 佐久山宿（さくやま）・正淨寺                     | 栃木県大田原市       | とうがらし 声援を受け 目に涙       | グラウンドゴルフに挑戦、大田原宿の金灯籠、16320歩 | 徳永圭一（NHK宇都宮）                                               | |
| 10/22（月）   | 大田原宿（おおたわら）・龍城公園                 | 栃木県大田原市       | 鴨来たる なおみは北へ ハイタッチ   | | 松本慶子（NHK宇都宮）                                               | |
| 10/22（月）   | 大田原宿（おおたわら）・龍城公園                 | 栃木県大田原市       | 鴨来たる なおみは北へ ハイタッチ   | 中田原の一里塚（日本橋から38里）、昭和28年当時の奥州街道の写真、道しるべを兼ねた石灯籠、白鳥の羽田沼（はんだぬま）、20461歩 | 松本慶子（NHK宇都宮）                                               | |
| 10/23（火）   | 鍋掛宿（なべかけ）・芭蕉の句碑                   | 栃木県那須塩原市     | ウロコ雲 澄んだ景色に ガラス水     | | 松本慶子（NHK宇都宮）                                               | |
| 10/23（火）   | 鍋掛宿（なべかけ）・芭蕉の句碑                   | 栃木県那須塩原市     | ウロコ雲 澄んだ景色に ガラス水     | 越堀宿（こえぼり）、越堀卓球塾（1週間後に公民館）で卓球対決、寺子小学校の児童達、鈴木牧場で牛の乳搾りを体験、18805歩 | 松本慶子（NHK宇都宮）                                               | |
| 10/24（水）   | 芦野宿（あしの）・300年の歴史を持つうなぎ料理屋  | 栃木県那須郡那須町   | ミルク飲み ホットする旅 後の月     | うなぎ料理屋の主人の足立さんと諏佐賢一郎さん（中学時代は卓球部のライバル同士） | 松本慶子（NHK宇都宮）                                               | |
| 10/24（水）   | 芦野宿（あしの）・300年の歴史を持つうなぎ料理屋  | 栃木県那須郡那須町   | ミルク飲み ホットする旅 後の月     | うなぎ料理屋の主人の足立さんと諏佐賢一郎さん（中学時代は卓球部のライバル同士） | 松本慶子（NHK宇都宮）                                               | 遊行桜、立場の跡でおこわをごちそうになる、境の明神（栃木県と福島県に一つずつある）、23545歩                             |
| 10/25（木）   | 白坂宿（しらさか）・観音寺                       | 福島県白河市         | 天高く 流れ美し 柳かな             | 白河南部中学校卓球部メンバー（ダブルス、時間切れで四元のチームが敗れる） | 菊池常利（テーマ曲担当・福島県出身・この日のオープニングは生演奏）  | |
| 10/25（木）   | 白坂宿（しらさか）・観音寺                       | 福島県白河市         | 天高く 流れ美し 柳かな             | 白河南部中学校卓球部メンバー（ダブルス、時間切れで四元のチームが敗れる） | 菊池常利（テーマ曲担当・福島県出身・この日のオープニングは生演奏）  | 南湖公園、古い蔵作りの呉服屋、白河駅（この日のゴール）、16439歩、白河の関跡、従二位の杉                                 |
| 10/26（金）   | 白河宿（しらかわ）・白河小峰城                   | 福島県白河市         | 秋夕や 美国白河 あざやかに         | | 菊池常利（テーマ曲担当・福島県出身・この日のオープニングは生演奏）  | |
| 10/26（金）   | 白河宿（しらかわ）・白河小峰城                   | 福島県白河市         | 秋夕や 美国白河 あざやかに         | 阿武隈川、仙台藩士戊辰戦役の碑（江戸幕府管轄の北限）、根田宿（ねた）、根田醤油という醤油の工房を見学、小田川宿（おたがわ）、武光地蔵、15875歩                                                                                     | 菊池常利（テーマ曲担当・福島県出身・この日のオープニングは生演奏）  | |
| 10/29（月）   | 太田川宿（おおたがわ）・常願寺                   | 福島県西白河郡泉崎村 | 秋雨や 旅人すくう 笑顔かな         | | 小林陽広（NHK福島）                                                 | |
| 10/29（月）   | 太田川宿（おおたがわ）・常願寺                   | 福島県西白河郡泉崎村 | 秋雨や 旅人すくう 笑顔かな         | 釣りに挑戦、踏瀬宿（ふませ）、五本松の松並木、大和久宿（おおわく）、福島県立光南高校で菊池常利が特別授業、同校卓球部を指導、中畑新田宿（なかはたしんでん）、15917歩                                                               | 小林陽広（NHK福島）                                                 | |
| 10/30（火）   | 矢吹宿（やぶき）・老舗の酒造元                   | 福島県西白河郡矢吹町 | 秋声と つりで広がる 波紋かな       | | 小林陽広（NHK福島）                                                 | |
| 10/30（火）   | 矢吹宿（やぶき）・老舗の酒造元                   | 福島県西白河郡矢吹町 | 秋声と つりで広がる 波紋かな       | 蕎麦の石うすびきから蕎麦うちに挑戦、久来石宿（きゅうらいし）、笠石宿（かさいし）、須賀川一里塚（日本橋から59番目）、18889歩、芭蕉記念館、高久田稔さんに芭蕉ゆかりの地を案内してもらう（可伸庵跡、十念寺）、俳句ポストに俳句を投函 | 小林陽広（NHK福島）                                                 | |
| 10/31（水）   | 須賀川宿（すかがわ）・軒の栗庭園                 | 福島県須賀川市       | いちょう舞う 鳥のさえずり 軽やかに | | 小林陽広（NHK福島）                                                 | |
| 10/31（水）   | 須賀川宿（すかがわ）・軒の栗庭園                 | 福島県須賀川市       | いちょう舞う 鳥のさえずり 軽やかに | 釈迦堂川、足尾神社（2.5メートルの巨大わらじ）、音無川にかかる耳語（ささやき）橋の碑、笹川宿（ささがわ）、日出山宿（ひでやま）、小原田宿（こはらだ）、21803歩                                                                      | 小林陽広（NHK福島）                                                 | |
| 11/1（木）    | 郡山宿（こおりやま）・和菓子の老舗               | 福島県郡山市         | 秋江に 別れ悲しき 郡山             | | 小林陽広（NHK福島）                                                 | |
| 11/1（木）    | 郡山宿（こおりやま）・和菓子の老舗               | 福島県郡山市         | 秋江に 別れ悲しき 郡山             | 会津街道と奥州街道の追分、福原宿（ふくはら）、宝沢沼、日和田宿（ひわだ）、安積山公園（ハナカツミ（ヒメシャガ）の花）、高倉宿（たかくら）、芋煮会、阿武隈川、23884歩                                                               | 小林陽広（NHK福島）                                                 | |
| 11/2（金）    | 本宮宿（もとみや）・阿武隈川沿い広場             | 福島県本宮市         | 水の秋 逢いたき花の 夢を見る       | 本宮卓球クラブのメンバー | 小林陽広（NHK福島）                                                 | |
| 11/2（金）    | 本宮宿（もとみや）・阿武隈川沿い広場             | 福島県本宮市         | 水の秋 逢いたき花の 夢を見る       | 本宮卓球クラブのメンバー | 小林陽広（NHK福島）                                                 | 本陣の黒松、京友禅の絵付けに挑戦、安達太良山、杉田宿（すぎた）、木登り地蔵、18906歩                                     |
| 11/5（月）    | 二本松宿（にほんまつ）・江戸時代から続く和菓子屋 | 福島県二本松市       | 冬近し 誓うよゴール 安達太良へ     | | 丹沢研二（NHK福島）                                                 | |
| 11/5（月）    | 二本松宿（にほんまつ）・江戸時代から続く和菓子屋 | 福島県二本松市       | 冬近し 誓うよゴール 安達太良へ     | 提灯屋で提灯作りに挑戦、亀谷坂、高村智恵子の生家、二本柳宿（にほんやなぎ）、17090歩 | 丹沢研二（NHK福島）                                                 | |
| 11/6（火）    | 八丁目宿（はっちょうのめ）・西光寺               | 福島県福島市         | 二階窓 智恵子と遊ぶ 暮の秋         | 全国大会出場経験のある地元の小学生三名と実業団経験者 | 丹沢研二（NHK福島）                                                 | |
| 11/6（火）    | 八丁目宿（はっちょうのめ）・西光寺               | 福島県福島市         | 二階窓 智恵子と遊ぶ 暮の秋         | 全国大会出場経験のある地元の小学生三名と実業団経験者 | 丹沢研二（NHK福島）                                                 | 八丁目本陣跡、信夫バラ園で新種のバラに「なおみ」と命名、体育館でテニスを初体験、12834歩                                 |
| 11/7（水）    | 清水町宿（しみずまち）・街道沿いの旧家           | 福島県福島市         | 秋の路 バラに宿るよ なおみの名     | | 小林陽広（NHK福島）                                                 | |
| 11/7（水）    | 清水町宿（しみずまち）・街道沿いの旧家           | 福島県福島市         | 秋の路 バラに宿るよ なおみの名     | 安達太良山、展望台から福島市街を眺めてリスを発見、井楽公園でおにぎりを食べて出会った少女に「ともだちのももかとあそぶおかのうえ」と書いて渡す、信夫橋、観客がウクレレを演奏して出迎え、阿武隈川の岸辺がゴール、13323歩             | 小林陽広（NHK福島）                                                 | |
| 11/8（木）    | 福島宿（ふくしま）・御倉邸                       | 福島県福島市         | 深みます 色づく柿と なおみかな     | カトレアクラブという卓球クラブのメンバー（卓球歴30年） | 小林陽広（NHK福島）                                                 | |
| 11/8（木）    | 福島宿（ふくしま）・御倉邸                       | 福島県福島市         | 深みます 色づく柿と なおみかな     | カトレアクラブという卓球クラブのメンバー（卓球歴30年） | 小林陽広（NHK福島）                                                 | 競馬の騎手の服を製作する洋服屋、文知摺観音（文知摺石、「早苗とる 手元や昔 しのぶ摺」、芭蕉直筆の掛け軸）、13890歩       |
| 11/9（金）    | 瀬上宿（せのうえ）・陣屋跡                       | 福島県福島市         | 冬しのぶ 手直しをかけ 見事な句     | | 小林陽広（NHK福島）                                                 | |
| 11/9（金）    | 瀬上宿（せのうえ）・陣屋跡                       | 福島県福島市         | 冬しのぶ 手直しをかけ 見事な句     | サケ、旧伊達郡役所、桑折御蔵で歓待を受ける、12428歩、桑折町立醸芳中学校で卓球（桑折御蔵で誘われたため） | 小林陽広（NHK福島）                                                 | |
| 11/12（月）   | 桑折宿（こおり）・奥州・羽州街道 追分            | 福島県伊達郡桑折町   | 冬ぬくし 桑折の歓迎 ありがたや     | | 丹沢研二（NHK福島）                                                 | |
| 11/12（月）   | 桑折宿（こおり）・奥州・羽州街道 追分            | 福島県伊達郡桑折町   | 冬ぬくし 桑折の歓迎 ありがたや     | 藤田宿（ふじた）、源義経ゆかりの地（国見町）で義経コロッケを食べる、義経の腰掛松、旧奥州街道 国見峠長坂跡、16261歩 | 丹沢研二（NHK福島）                                                 | |
| 11/13（火）   | 貝田宿（かいだ）・りんご園                       | 福島県伊達郡国見町   | 初冬に 義経追って 奇跡の木         | | 丹沢研二（NHK福島）                                                 | |
| 11/13（火）   | 貝田宿（かいだ）・りんご園                       | 福島県伊達郡国見町   | 初冬に 義経追って 奇跡の木         | 越河宿（こすごう）、孫太郎餅（孫太郎虫ことヘビトンボの幼虫が原料の餅で原料を見た四元は悲鳴をあげてひいてしまう）、17582歩 | 丹沢研二（NHK福島）                                                 | |
| 11/14（水）   | 斎川宿（さいかわ）・斎川小学校                   | 宮城県白石市         | 枯れ葉散る 静けさにある 華やかさ   | | 宮島大輔（NHK仙台）                                                 | |
| 11/14（水）   | 斎川宿（さいかわ）・斎川小学校                   | 宮城県白石市         | 枯れ葉散る 静けさにある 華やかさ   | 道祖神社、白石和紙の工房で和紙作りに挑戦、7388歩 | 宮島大輔（NHK仙台）                                                 | |
| 11/15（木）   | 白石城下（しろいし）・白石温麺の老舗             | 宮城県白石市         | すごみある 技光る和紙 冬模様       | | 宮島大輔（NHK仙台）                                                 | |
| 11/15（木）   | 白石城下（しろいし）・白石温麺の老舗             | 宮城県白石市         | すごみある 技光る和紙 冬模様       | 白石城、虹を見る、白石川、白石川（松ヶ丘）河川公園（白鳥飛来地）で白鳥を見る、宮宿（みや）、刈田嶺神社（白鳥（しらとり）大明神）、金ケ瀬宿（かながせ）、34667歩                                                                   | 宮島大輔（NHK仙台）                                                 | |
| 11/16（金）   | 大河原宿（おおがわら）・和洋菓子店               | 宮城県柴田郡大河原町 | 白鳥や 水面にうつる 姫姿           | | 宮島大輔（NHK仙台）                                                 | |
| 11/16（金）   | 大河原宿（おおがわら）・和洋菓子店               | 宮城県柴田郡大河原町 | 白鳥や 水面にうつる 姫姿           | 白石川、蔵王連峰、一目千本桜、さくら染織美術館で着物を着る、船迫宿（ふなばさま）、福島県境からの奥州街道沿いの一里塚を記した手製の地図を沿道の人から受け取る、17062歩                                                             | 宮島大輔（NHK仙台）                                                 | |
| 11/19（月）   | 槻木宿（つきのき）・旅籠茶屋                     | 宮城県柴田郡柴田町   | 艶やかに 笑顔でまとう 冬桜         | | 宮島大輔（NHK仙台）                                                 | |
| 11/19（月）   | 槻木宿（つきのき）・旅籠茶屋                     | 宮城県柴田郡柴田町   | 艶やかに 笑顔でまとう 冬桜         | 仙台では初雪が降った、阿武隈川の土手を歩く、玉崎問屋、13825歩、二木の松 | 宮島大輔（NHK仙台）                                                 | |
| 11/20（火）   | 岩沼宿（いわぬま）・竹駒神社                     | 宮城県岩沼市         | 見上げれば 二木寄り添う 冬景色     | | 宮島大輔（NHK仙台）                                                 | |
| 11/20（火）   | 岩沼宿（いわぬま）・竹駒神社                     | 宮城県岩沼市         | 見上げれば 二木寄り添う 冬景色     | 奥州街道踏み切り（JR東北本線）、蔵王連峰、パノラマ写真を撮影、17336歩 | 宮島大輔（NHK仙台）                                                 | |
| 11/21（水）   | 増田宿（ますだ）・名取市増田公民館               | 宮城県名取市         | 冬山の 情景残す レンズかな         | | 鈴木みなこ（CAT-V）                                                 | |
| 11/21（水）   | 増田宿（ますだ）・名取市増田公民館               | 宮城県名取市         | 冬山の 情景残す レンズかな         | セリとりを体験、中田宿（なかだ）、名取川の川原におりる、15867歩 | 鈴木みなこ（CAT-V）                                                 | |
| 11/22（木）   | 長町宿（ながまち）・広瀬橋のたもと               | 宮城県仙台市太白区   | 夕しぐれ みちのくの旅 あたたかや   | 長町体育振興会卓球部のメンバー（この旅最後の卓球で雪の降る中行われた） | 鈴木みなこ（CAT-V）                                                 | |
| 11/22（木）   | 長町宿（ながまち）・広瀬橋のたもと               | 宮城県仙台市太白区   | 夕しぐれ みちのくの旅 あたたかや   | 長町体育振興会卓球部のメンバー（この旅最後の卓球で雪の降る中行われた） | 鈴木みなこ（CAT-V）                                                 | 雪が降る中出発、仙台箪笥、ずんだもち、芭蕉の辻がこの日のゴール                                                          |
| 11/23（金）   | 仙台城下（せんだい）・青葉山公園（仙台城址）     | 宮城県仙台市青葉区   | 最高の 友と歩いた 雪並木           | | 鈴木みなこ（CAT-V） 宮島大輔（NHK仙台）                             | |
| 11/23（金）   | 仙台城下（せんだい）・青葉山公園（仙台城址）     | 宮城県仙台市青葉区   | 最高の 友と歩いた 雪並木           | | 鈴木みなこ（CAT-V） 宮島大輔（NHK仙台）                             | |

### 第7、第8シリーズ
2008年は四国八十八か所を完全踏破する番組が放送された。旅人は第6シリーズに引き続き四元奈生美が務める。街道てくてく旅では初めての「春編（徳島県、高知県）」「秋編（愛媛県、香川県）」に分けての踏破で、春編は3月20日から6月6日まで（NHKワールド・プレミアムは4月1日から6月18日まで、日本時間で午前2:45から。日本国内より12日遅れ）、秋編は8月25日から10月24日まで放送された（NHKワールド・プレミアムは8月26日からで放送時間は日本時間で午前2:45から日本国内より18時間45分遅れの時差放送）。今回の中継で使うバイオディーゼル燃料は、天ぷら油を精製したものになる。番組では中継現場に廃油を持ってくるよう視聴者に呼びかけていた。
- 特別番組
  - 3月20日朝の生中継直後の総合テレビ「地球エコ2008 明日のエコではまにあわない」に出演し、バイオディーゼル燃料の取り組みを紹介した。また午後の「地球エコ2008 出発!地球に触れる旅へ」では、三番札所・金泉寺から生中継した。
  - 第7シリーズのウィークリーダイジェストは第1週分のみ。翌週土曜夜に総合テレビで放送された。
  - 5月3日、NHK放送センターのイベント「渋谷でど〜も08」の中で、「BS地球エコ2008 街道てくてく旅トークライブ」が公開生放送され、四元と関口知宏が互いの旅を語り合った（翌日再放送）。
  - 6月8日、NHKの環境特番「SAVE THE FUTURE」の中で、春編のゴールのある宿毛市から、番組の環境への取り組みについて生中継した。
  - 6月14日、高知県部分のみの総集編がBS2で放送された。
  - 8月4日から7日まで、BS2で春編の総集編が90分ずつ4回に分けて放送された（BShiでは8月16日と17日に2回ずつ。NHKワールド・プレミアムでも放送）。
  - 10月24日19:45〜21:00に「街道てくてく旅〜祝・四国八十八か所完全踏破！〜」がBS2で放送された。
  - 12月24日から26日まで、BShiで秋編の総集編が90分ずつ3回に分けて放送された（BS2では12月29〜31日）。春編の総集編も12月27、28日にBS2で再放送された。
- 3月31日〜4月2日は、現地の市長選の選挙運動期間に当たり、選挙カーの音が入るのを避けるため、8時より前に収録したものを放送した。

### 第9、第10シリーズ
2009年5月11日から、山陽道を踏破するシリーズが放送された。前年に続き春編と秋編に分かれる。春編は太宰府から尾道へ向かい、しまなみ海道を渡って7月3日の生口島まで、秋編は9月28日に尾道をスタートし、11月13日の平城京（奈良）まで歩いた。旅人はアーティスティックスイミング選手（北京オリンピック銅メダリスト）の原田早穂。四元奈生美と同様に、番組内で、前日のVTR放送の前にアクションの掛け声をする。初めの3日間は、本人1人だけで両手を前に出して手のひらを広げるシンプルなアクションで「それではVTR ご覧くださいっ」と言っていた。それ以降の放送からは、アーティスティックスイミングのアクションとともに「それではVTR ごら〜んくだっさいっ♪」と言う。さらに後にアシスタントのアナウンサーとアクションをシンクロしながら言うようになる。また時には街の人々とする場合もある。秋編からはペアを組むアシスタントや街の人々によりシンクロアクションのレベルを様々なパターンに可変しており、旅のスケッチとともに番組の見所のひとつとなっている。
- 春編では福岡県及び中国地方で、11:05〜11:20に総合テレビでも放送された。秋編は中国地方では春編と同様に再放送される。
- 秋編は関西では「いっきに見せます!街道てくてく旅山陽道」として、日曜10:05〜11:21に総合テレビで1週間分がまとめて再放送される。この番組のためのオープニングとエンディングを毎週、独自に収録し、原田がVTRをふるアクションもある。しかし初回の2009年10月4日は、中川昭一死亡のニュースのため、2度にわたり番組の一部が放送されなかった。
- 今シリーズからNHKオンデマンドでも配信されている。
- 2009年5月2日に「渋谷DEど〜も09」で、出発前に山陽道を紹介する生番組が放送され、岩本、勅使河原らがゲスト出演した。
- 本シリーズでは旅日記の代わりに原田が印象に残ったものを一枚の絵としてスケッチブックに描いている。
- 中断が入るのは、2009年世界水泳選手権の関係で原田がローマ入りしたため（テレビ朝日中継の解説者・チームサポーターを務めていた。中間ゴール後、直ちに世界水泳の仕事）。四元も競技に支障が出る期間は旅を中断している。

### 第11、第12シリーズ
2010年は、熊野古道を踏破するシリーズを放送した。春編は5月10日、大阪の八軒家浜を出発。和歌山県の山中を行き、6月18日の熊野本宮大社まで。秋編は9月13日に途中の田辺を出発。海側に分岐した道を進み、10月29日の三重県の伊勢神宮までを歩く。旅人は元テニス選手の森上亜希子。森上はその日に見たものを「旅の一文字」として書道で表現する。テーマ曲は村治奏一の作曲で、シリーズで初めて歌詞がない。番組挿入歌には歌詞はある。また、四元奈生美と原田早穂同様に、番組内で、前日のVTR放送の前にアクションの掛け声をする。初めの5日間は単に「VTR御覧下さい」と言うだけであったが、6日目の泉佐野市の放送からアシスタントのアナウンサーと一緒にテニスラケットを振るアクションをしながら「VTR御覧〜下さい」と言うようになる（春編：9日目の遍照寺、12日目の片男波公園、29日目の発心門王子、30日目の熊野本宮大社、及び秋編：4日目の安居の渡し場、16日目の熊野本宮大社の放送ではアクションはなかった）。なお、秋編19日目の神倉神社の放送では、「それでは、スタートしま〜す！」の掛け声でアシスタントのZ-WEVE中家真弓と一緒に神社の538段の石段を駆け登るという奇抜なアクションであった。また、秋編20日目の七里御浜の放送では子犬を抱きかかえていたためアクションはなかった。
- 放送日時
  - BS2 BShiで、8:00〜8:15（月〜金　生中継）
- 再放送（本放送日の夜または深夜）
  - BS2で、19：45〜20：00（月〜金）
  - BShiで、24：45〜25：00（月・水・木　深夜）
  - BShiで、25：00〜25：15（火　深夜）
  - BShiで、25：05〜25：20（金　深夜）
- 関西地域向け（再放送）　2010年5月31日〜6月22日、10月4日〜11月4日　
  - 総合テレビで、15：15〜15：45（月〜金　2日分をまとめて放送）
- 東海地域向け（再放送）　2010年10月19日〜11月5日
  - 総合テレビで、15：15〜16:00（月〜金　秋編の2〜3日分をまとめて放送）
- NHKワールド・プレミアムでは春編の15分版を2010年6月28日（月）〜7月2日（金）、5日（月）、6日（火）は9:05〜10:05に1日あたり4日分をまとめて放送し、7月7日（水）は9:05〜9:35に2日分をまとめて放送。これは当該時間帯に通常国内と同時放送されている「あさイチ」が参議院通常選挙比例代表候補者の政見放送で休止となるためその差し替えとして放送された。
- 2010年5月2日に「渋谷DEど〜も10」で、出発前に熊野古道を紹介する生番組が放送された（5月9日にBShiで再放送）。

### てくてく北京
- 第7、第8シリーズの間に、オリンピックを前にした北京を歩く「てくてく北京」（2008年6月16日〜7月4日）を実施。この模様は「おはよう世界」（BS1）と「アジアクロスロード」（同）内で放送された。また総合テレビでも6月23日から放送（15:45〜15:55）された。
- おはよう世界では生放送で四元が出演する代わりに、タイトル映像やテーマ曲が流れない。
- 7月4日に総合テレビのプレミアム10で総集編が放送された。
- 8月2日の13:10〜14:00、14:10〜15:00にBS1で「決定版」が放送された。
  - NHKワールド・プレミアムでは8月9日の19:10〜20：00、20：20〜21：10に放送。
- 通訳は「関口知宏の中国鉄道大紀行 〜最長片道ルート36000kmをゆく〜」と同じ人物が務めた。

## その他
- 第2、4、5、6、9、10、11、12シリーズにおいて、「街道てくてく本」というB6判の冊子が作成された。道中の見所や各宿場の中継日、中継場所などが書かれている。中継時に配布されたほか、NHKのイベントや沿道の役場、一部の郵便局、全国旅行業協会、「旅フェア」や「鉄道フェスティバル」の会場などで手に入れることができた。第4、9、10シリーズのものは、地図上で西から東へ進むため、左開きになっている。第7、8シリーズは冊子ではなく、B2判の紙を16分の1に折ったものになっている。
- 街道てくてく旅のロゴは第2シリーズから使用。アートディレクター浅葉克己によるデザイン。